# T.R.H.
T.R.H. (Their Royal Highnesses) – polski zespół electro gothic powstały w 1991 roku w Lubinie. Jeden z pomysłodawców i założycieli największego festiwalu dark independent środkowo-wschodniej Europy, Castle Party.  

## Historia
Grupa T.R.H. założona została w 1991 roku w Lubinie przez Andrzeja Bobińskiego (syntezatory) i Miłosza Sobieckiego (wokal, syntezatory). Był to jeden z pierwszych zespołów w Polsce, grających electro gothic. Pierwsze nagrania wydane zostały na kasecie zatytułowanej Unshaken World i rozprowadzanej w sklepach muzycznych na terenie Dolnego Śląska. Ówczesna muzyka zespołu opierała się na perkusyjnych i basowych sekwencjach na syntezatorowym tle, sprawiając wrażenie przypadkowych dźwięków z klimatycznym wokalem. Krótko po tym debiucie zespół stał się obiektem zainteresowania lokalnych mediów.
W 1993 roku do zespołu dołączyli Rafał Grunt (gitara) i Marek Ciborowski (gitara basowa). W tym składzie T.R.H. wygrał puchar prezydenta miasta Lubina na Festiwalu Młodych Talentów, efektem czego zespół zaczął występować na koncertach w lokalnych domach kultury „Muza” i „Żuraw”. W tym składzie T.R.H. wystąpił na Mayday Rock Festival w Głogowie, a także stworzył pierwsze utwory z debiutanckiej płyty Apocalypse, która po latach (w 1998) została zarejestrowana w studiu Kolor we Wrocławiu i doczekała się swego oficjalnego wydania.  
Podczas występów koncertowych doszło do spotkania z Tytusem de Ville z zespołu Pornografia i Maćkiem Możdżeniem z Hedone, a później kolejno z Krzysztofem Rakowskim z Fading Colours i Robertem Tutą z Agressivy 69. Efektem tych spotkań stało się wspólne przedsięwzięcie, znane dzisiaj jako Castle Party – festiwal, który początkowo odbywał się w spartańskich warunkach na zamku w Grodźcu, ale z czasem stał się największym przedsięwzięciem dark independent w tej części Europy. Nazwę festiwalu wymyślili Tytus z Krzysztofem Rakowskim, natomiast logo jeźdźca z gitarą w dłoni zaprojektował Miłosz z T.R.H. Na tym festiwalu, kilka lat z rzędu, T.R.H. występował z największymi gwiazdami polskiej sceny gotyckiej.
W roku 1998 Rafał Grunt odszedł do zespołu Artrosis i  grupa T.R.H. zawiesiła swoją działalność. Zespół reaktywował się w 2003 roku w całkiem nowej formie, odchodząc od gotyku w stronę elektronicznego rocka z elementami nowej fali uzupełnionymi mocnym, nowoczesnym beatem. W roku 2005 nowym wokalistą zespołu został Marcin M. Drews, wieloletni przyjaciel zespołu. Wraz z Andrzejem Bobińskim i Rafałem Gruntem przystąpili do tworzenia materiału na drugą płytę, która jednak nie doczekała się wydania.

## Skład zespołu
- Andrzej Bobiński – kompozytor, instrumenty klawiszowe
- Rafał Grunt – gitara
- Marcin M. Drews – wokal, autor tekstów (2005 -)

## Dyskografia
- 1991 – Unshaken World MC
- 1992 – VA Im gorzej tym lepiej czyli Czary Mary Punx Not Dead MC kompilacja (FUJ Records FUJ-5)[10]
- 1998 – Apocalypse (11 utworów)